# 仙台市立折立中学校
仙台市立折立中学校（せんだいしりつ おりたてちゅうがっこう）は、宮城県仙台市青葉区折立三丁目にある公立中学校である。

## 概要
- 折立中学校が出来る前は折立地区からバスで15分～20分かけて、八幡町にある第一中学校まで遠距離通学しなければならず、不便を強いられていた。さらに西花苑に団地が造成されて生徒数が増えることが見込まれて、折立地区に中学校を開設しようということ機運が高まり、折立中学校が開校となった[2]。

## 沿革
- 1985年4月 - 仙台市立第一中学校から分離して開校。
- 1985年4月 - 郷六地区を仙台市立広瀬中学校より編入。
- 2011年4月 - 東日本大震災の影響で校舎の一部が損壊した折立小学校が折立中学校の一部を間借り。

## 学区
- 仙台市立折立小学校全域、仙台市立栗生小学校の一部。[3]

折立団地、西花苑団地、ひろせの杜、郷六、茂庭のほぼ全域と八幡7丁目、栗生、落合の一部が学区にあたる。

## 校訓
自主・自律・向上

## 所在地
- 〒982-0261　宮城県仙台市青葉区折立三丁目19番1号

## 交通アクセス
- 仙台市営バス折立バス停より徒歩4分

## 部活動
- 運動：野球、サッカー、バスケットボール、バドミントン、卓球、剣道、陸上、駅伝

- 文化：吹奏楽、美術

## 出身著名人
- 斉田倫輝 -ラグビー選手-NTT Communications ShiningArcs所属

-ジュニアジャパン・U20日本代表
- 柴小屋雄一 - 元プロサッカー選手
- 上遠野太洸 - 俳優（第23回ジュノン・スーパーボーイ・コンテストグランプリ）
- 嶺岸光 - プロサッカー選手（サッカーフィリピン代表）